# Акоста, Данило
Данило Исраэль Акоста Мартинес (исп. и англ. Danilo Israel Acosta Martinez; род. 7 ноября 1997, Сан-Педро-Сула, Гондурас) — гондурасский и американский футболист, защитник. Выступал за сборную Гондураса.

## Клубная карьера
Акоста — воспитанник клуба «Реал Солт-Лейк». В 2015 году Данило начал привлекаться к матчам фарм-клуба «Реал Монаркс» в USL. 29 декабря 2015 года «Реал Солт-Лейк» подписал Акосту как доморощенного игрока. 8 апреля 2017 года в матче против канадского «Ванкувер Уайткэпс» он дебютировал в MLS.
28 декабря 2018 года Акоста за $75 тыс. общих распределительных средств был взят в аренду клубом «Орландо Сити» на один сезон с опцией выкупа. За флоридский клуб он дебютировал в матче первого тура сезона 2019 против «Нью-Йорк Сити» 2 марта. По окончании сезона 2019 «Орландо Сити» вернул Акосту в «Реал Солт-Лейк», но и РСЛ не продлил контракт с игроком.
25 ноября 2019 года на драфте отказов MLS Акоста был выбран клубом «Лос-Анджелес Гэлакси». Клуб подписал с ним контракт 8 января 2020 года. В феврале 2020 года в предсезонном матче с «Торонто» Акоста получил травму передней крестообразной связки левого колена, из-за чего пропустил весь сезон 2020. 12 июня 2021 года он дебютировал за «Лос-Анджелес Гэлакси II» в Чемпионшипе ЮСЛ в матче против «Сан-Диего Лойал». За «Лос-Анджелес Гэлакси» в MLS он дебютировал 24 июля в матче против «Далласа», заменив на 54-й минуте Хорхе Вильяфанью. По окончании сезона 2021 «Лос-Анджелес Гэлакси» не продлил контракт с Акостой.
7 января 2022 года Акоста подписал контракт с клубом Чемпионшипа ЮСЛ «Ориндж Каунти». Дебютировал за «Ориндж Каунти» он 12 марта в матче стартового тура сезона 2022 против «Колорадо-Спрингс Суитчбакс».

## Международная карьера
В 2017 году Акоста в составе молодёжной сборной США выиграл молодёжный чемпионат КОНКАКАФ в Коста-Рике. На турнире он сыграл в матчах против команд Панамы, Гаити, Сент-Китса и Невиса, Мексики и Гондураса.
В том же году Акоста принял участие в молодёжном чемпионате мира в Южной Корее. На турнире он сыграл в матчах против команд Эквадора, Сенегала, Саудовской Аравии, Новой Зеландии и Венесуэлы.
В январе 2018 года Акоста был вызван в тренировочный лагерь сборной США.
Акоста был включён в состав сборной Гондураса на Золотой кубок КОНКАКАФ 2019. Однако позднее Акоста отказался подписать письмо о намерениях от ФИФА, подтверждающее его одноразовую смену футбольного гражданства.
16 июня 2021 года Федерация футбола Гондураса заявила, что Акоста окончательно решил представлять Гондурас на международном уровне и что ФИФА уже одобрила его прошение. За сборную Гондураса он дебютировал 5 сентября 2021 года в матче квалификации чемпионата мира 2022 против сборной Сальвадора.

## Достижения
Международные
 США (до 20)
- Чемпионат КОНКАКАФ среди молодёжных команд — 2017